# Фрейзер Сазерленд
Фре́йзер Са́зерленд (англ. Fraser Sutherland; нар. 1946) — поет, прозаїк, есеїст, журналіст. Мешкає в Торонто (провінція Онтаріо, Канада), хоча багато мандрував Новою Скотією. Працює оглядачем канадського мережевого часопису «The Globe and Mail», видав у США та Канаді п'ятнадцять книг, між них поезія, мала проза та есеїстика. Його твори публікувалися в багатьох друкованих й онлайнових журналах та антологіях, перекладені французькою, італійською, албанською, сербською мовами та мовою фарсі. Дописував та редагував велику кількість словників, і є, можливо, єдиним канадським поетом-лексикографом. Перед тим, як стати вільним автором та редактором, Фрейзер Сазерленд працював репортером і штатним письменником у кількох великих газетах і журналах, серед яких «The Toronto Star», «The Globe and Mail», і «The Wall Street Journal». 2013 року вийшла друком книга Фрейзера Сазерленда «Втрачений паспорт. Життя та слова Едварда Лейсі» українською мовою в перекладі Альбіни Позднякової і Вікторії Сєдової як результат співпраці таких видавців, як видавництво “Крок” (Україна) та «Book Land Press» (Канада).